# Giải Quả cầu vàng cho nhạc phim hay nhất
Giải Quả cầu vàng cho nhạc phim hay nhất là một trong các giải Quả cầu vàng được Hiệp hội báo chí nước ngoài ở Hollywood trao hàng năm cho nhạc phim gốc được cho là hay nhất. Giải này bắt đầu được trao từ năm 1947. Năm 1947 và 1948 không ghi các phim được đề cử.
John Williams là nghệ sĩ được đề cử nhiều nhất (19 lần) và đoạt giải 4 lần. Dimitri Tiomkin cũng đoạt giải 4 lần, nhưng chỉ được đề cử 5 lần. Các thành tích đáng chú ý khác là Maurice Jarre (10 lần đề cử, 3 lần đoạt giải) và Alan Menken (5 lần đề cử, 3 lần đoạt giải). Các nghệ sĩ như Jerry Goldsmith (9 lần đề cử) và Michel Legrand (7 lần đề cử) nhưng chưa đoạt giải lần nào. Cần nói thêm, Dimitri Tiomkin đoạt Giải thành tựu đặc biệt cho các nhạc cống hiến cho phim năm 1955 và năm 1957, cũng như Hugo Friedhofer năm 1958.

## Danh sách theo năm
Từ khóa
| Dấu hiệu | Ý nghĩa                        |
| -------- | ------------------------------ |
| *        | Chỉ tác phẩm/người chiến thắng |

### 1947–1969

#### Thập niên 1940
| Năm  | Phim                  | Đề cử         |
| ---- | --------------------- | ------------- |
| 1947 | Life with Father      | Max Steiner   |
| 1948 | The Red Shoes         | Brian Easdale |
| 1949 | The Inspector General | Johnny Green  |
| 1949 | All the King's Men    | George Duning |

#### Thập niên 1950
| Năm       | Phim                          | Đề cử            |
| --------- | ----------------------------- | ---------------- |
| 1950      | Sunset Boulevard              | Franz Waxman     |
| 1950      | A Life of Her Own             | Bronsilau Kaper  |
| 1950      | Destination Moon              | Leith Stevens    |
| 1951      | September Affair              | Victor Young     |
| 1951      | The Day the Earth Stood Still | Bernard Herrmann |
| 1951      | The Well                      | Dimitri Tiomkin  |
| 1952      | High Noon                     | Dimitri Tiomkin  |
| 1952      | Ivanhoe                       | Miklós Rózsa     |
| 1952      | The Quiet Man                 | Victor Young     |
| 1953-1958 | No award given.               | No award given.  |
| 1959      | On the Beach                  | Ernest Gold      |

#### Thập niên 1960
| Năm  | Phim                                  | Đề cử                                 |
| ---- | ------------------------------------- | ------------------------------------- |
| 1960 | The Alamo                             | Dimitri Tiomkin                       |
| 1960 | Exodus                                | Ernest Gold                           |
| 1960 | Pepe                                  | Johnny Green                          |
| 1960 | Spartacus                             | Alex North                            |
| 1960 | The World of Suzie Wong               | George Duning                         |
| 1961 | The Guns of Navarone                  | Dimitri Tiomkin                       |
| 1961 | El Cid                                | Miklós Rózsa                          |
| 1961 | Fanny                                 | Harold Rome                           |
| 1961 | King of Kings                         | Miklós Rózsa                          |
| 1961 | Summer and Smoke                      | Elmer Bernstein                       |
| 1962 | To Kill a Mockingbird                 | Elmer Bernstein                       |
| 1962 | Lawrence of Arabia                    | Maurice Jarre                         |
| 1962 | Mutiny on the Bounty                  | Bronislau Kaper                       |
| 1962 | Taras Bulba                           | Franz Waxman                          |
| 1962 | The Music Man                         | Meredith Willson                      |
| 1963 | The Fall of the Roman Empire          | Dimitri Tiomkin                       |
| 1963 | Becket                                | Laurence Rosenthal                    |
| 1963 | Mary Poppins                          | Richard M. Sherman, Robert B. Sherman |
| 1963 | Seven Days in May                     | Jerry Goldsmith                       |
| 1963 | Zorba the Greek (Alexis Zorbas)       | Mikis Theodorakis                     |
| 1964 | Doctor Zhivago                        | Maurice Jarre                         |
| 1964 | Battle of the Bulge                   | Benjamin Frankel                      |
| 1964 | The Great Race                        | Henry Mancini                         |
| 1964 | The Sandpiper                         | Johnny Mandel                         |
| 1964 | The Yellow Rolls-Royce                | Riz Ortolani                          |
| 1966 | Hawaii                                | Elmer Bernstein                       |
| 1966 | A Man and a Woman                     | Francis Lai                           |
| 1966 | Is Paris Burning? (Paris brûle-t-il?) | Maurice Jarre                         |
| 1966 | The Bible: In the Beginning           | Toshiro Mayuzumi                      |
| 1966 | The Sand Pebbles                      | Jerry Goldsmith                       |
| 1967 | Camelot                               | Frederic Loewe                        |
| 1967 | Doctor Dolittle                       | Leslie Bricusse                       |
| 1967 | Live for Life (Vivre Pour Vivre)      | Francis Lai                           |
| 1967 | Thoroughly Modern Millie              | Elmer Bernstein                       |
| 1967 | Two for the Road                      | Henry Mancini                         |
| 1968 | The Shoes of the Fisherman            | Alex North                            |
| 1968 | Chitty Chitty Bang Bang               | Richard M. Sherman, Robert B. Sherman |
| 1968 | Romeo and Juliet                      | Nino Rota                             |
| 1968 | Rosemary's Baby                       | Christopher Komeda                    |
| 1968 | The Lion in Winter                    | John Barry                            |
| 1968 | The Thomas Crown Affair               | Michel Legrand                        |
| 1969 | Butch Cassidy and the Sundance Kid    | Burt Bacharach                        |
| 1969 | Anne of the Thousand Days             | Georges Delerue                       |
| 1969 | Goodbye, Columbus                     | Charles Fox                           |
| 1969 | The Happy Ending                      | Michel Legrand                        |
| 1969 | The Secret of Santa Vittoria          | Ernest Gold                           |

### 1970–1999

#### Thập niên 1970
| Năm  | Phim                               | Đề cử                                             |
| ---- | ---------------------------------- | ------------------------------------------------- |
| 1970 | Love Story                         | Francis Lai                                       |
| 1970 | Airport                            | Alfred Newman                                     |
| 1970 | Cromwell                           | Frank Cordell                                     |
| 1970 | Scrooge                            | Leslie Bricusse                                   |
| 1970 | Wuthering Heights                  | Michel Legrand                                    |
| 1971 | Shaft                              | Isaac Hayes                                       |
| 1971 | Le Mans                            | Michel Legrand                                    |
| 1971 | Mary, Queen of Scots               | John Barry                                        |
| 1971 | Summer of '42                      | Michel Legrand                                    |
| 1971 | The Andromeda Strain               | Gil Melle                                         |
| 1972 | The Godfather                      | Nino Rota                                         |
| 1972 | Frenzy                             | Ron Goodwin                                       |
| 1972 | Lady Sings the Blues               | Michel Legrand                                    |
| 1972 | The Getaway                        | Quincy Jones                                      |
| 1972 | The Poseidon Adventure             | John Williams                                     |
| 1973 | Jonathan Livingston Seagull        | Neil Diamond                                      |
| 1973 | Breezy                             | Michel Legrand                                    |
| 1973 | Cinderella Liberty                 | John Williams                                     |
| 1973 | O Lucky Man!                       | Alan Price                                        |
| 1973 | The Day of the Dolphin             | Georges Delerue                                   |
| 1973 | Tom Sawyer                         | Richard M. Sherman, Robert B. Sherman             |
| 1974 | The Little Prince                  | Alan Jay Lerner, Frederic Loewe                   |
| 1974 | Chinatown                          | Jerry Goldsmith                                   |
| 1974 | Earthquake                         | John Williams                                     |
| 1974 | Phantom of the Paradise            | Paul Williams                                     |
| 1974 | The Godfather Part II              | Carmine Coppola, Nino Rota                        |
| 1975 | Jaws                               | John Williams                                     |
| 1975 | Funny Lady                         | Fred Ebb, John Kander                             |
| 1975 | The Man Who Would Be King          | Maurice Jarre                                     |
| 1975 | The Other Side of the Mountain     | Charles Fox                                       |
| 1975 | The Return of the Pink Panther     | Henry Mancini                                     |
| 1976 | A Star is Born                     | Kenneth Ascher, Paul Williams                     |
| 1976 | Bugsy Malone                       | Paul Williams                                     |
| 1976 | Rocky                              | Bill Conti                                        |
| 1976 | The Slipper and the Rose           | Richard M. Sherman, Robert B. Sherman             |
| 1976 | Voyage of the Damned               | Lalo Schifrin                                     |
| 1977 | Star Wars Episode IV: A New Hope   | John Williams                                     |
| 1977 | Close Encounters of the Third Kind | John Williams                                     |
| 1977 | Pete's Dragon                      | Joel Hirschhorn, Al Kasha                         |
| 1977 | Saturday Night Fever               | Barry Gibb, Maurice Gibb, Robin Gibb, David Shire |
| 1977 | The Spy Who Loved Me               | Marvin Hamlisch                                   |
| 1978 | Midnight Express                   | Giorgio Moroder                                   |
| 1978 | An Unmarried Woman                 | Bill Conti                                        |
| 1978 | Superman                           | John Williams                                     |
| 1978 | The Children of Sanchez            | Chuck Mangione                                    |
| 1978 | The Lord of the Rings              | Leonard Rosenman                                  |
| 1979 | Apocalypse Now                     | Carmine Coppola, Francis Ford Coppola             |
| 1979 | 10                                 | Henry Mancini                                     |
| 1979 | A Little Romance                   | Georges Delerue                                   |
| 1979 | Alien                              | Jerry Goldsmith                                   |
| 1979 | Star Trek: The Motion Picture      | Jerry Goldsmith                                   |
| 1979 | The Amityville Horror              | Lalo Schifrin                                     |
| 1979 | The Black Stallion                 | Carmine Coppola                                   |

#### Thập niên 1980
| Năm  | Phim                                           | Đề cử                                         |
| ---- | ---------------------------------------------- | --------------------------------------------- |
| 1980 | The Stunt Man                                  | Dominic Frontiere                             |
| 1980 | American Gigolo                                | Giorgio Moroder                               |
| 1980 | Fame                                           | Michael Gore                                  |
| 1980 | Somewhere in Time                              | John Barry                                    |
| 1980 | Star Wars Episode V: The Empire Strikes Back   | John Williams                                 |
| 1980 | The Competition                                | Lalo Schifrin                                 |
| 1982 | E.T. the Extra-Terrestrial                     | John Williams                                 |
| 1982 | Blade Runner                                   | Vangelis Papathanassiou                       |
| 1982 | Cat People                                     | Giorgio Moroder                               |
| 1982 | Six Weeks                                      | Dudley Moore                                  |
| 1982 | Victor/Victoria                                | Henry Mancini                                 |
| 1983 | Flashdance                                     | Giorgio Moroder                               |
| 1983 | Rumble Fish                                    | Stewart Copeland                              |
| 1983 | Scarface                                       | Giorgio Moroder                               |
| 1983 | Under Fire                                     | Jerry Goldsmith                               |
| 1983 | Yentl                                          | Alan Bergman, Marilyn Bergman, Michel Legrand |
| 1984 | A Passage to India                             | Maurice Jarre                                 |
| 1984 | Starman                                        | Jack Nitzsche                                 |
| 1984 | Once Upon a Time in America                    | Ennio Morricone                               |
| 1984 | The Killing Fields                             | Mike Oldfield                                 |
| 1984 | The River                                      | John Williams                                 |
| 1985 | Out of Africa                                  | John Barry                                    |
| 1985 | The Color Purple                               | Quincy Jones                                  |
| 1985 | White Nights                                   | Michel Colombier                              |
| 1985 | Witness                                        | Maurice Jarre                                 |
| 1985 | Year of the Dragon                             | David Mansfield                               |
| 1986 | The Mission                                    | Ennio Morricone                               |
| 1986 | Little Shop of Horrors                         | Miles Goodman                                 |
| 1986 | Round Midnight                                 | Herbie Hancock                                |
| 1986 | The Mosquito Coast                             | Maurice Jarre                                 |
| 1986 | Top Gun                                        | Harold Faltermeyer                            |
| 1987 | The Last Emperor                               | David Byrne, Ryuichi Sakamoto, Cong Su        |
| 1987 | Cry Freedom                                    | George Fenton, Jonas Gwangwa                  |
| 1987 | Empire of the Sun                              | John Williams                                 |
| 1987 | The Glass Menagerie                            | Henry Mancini                                 |
| 1987 | The Untouchables                               | Ennio Morricone                               |
| 1988 | Gorillas in the Mist: The Story of Dian Fossey | Maurice Jarre                                 |
| 1988 | Madame Sousatzka                               | Gerald Gouriet                                |
| 1988 | The Accidental Tourist                         | John Williams                                 |
| 1988 | The Last Temptation of Christ                  | Peter Gabriel                                 |
| 1988 | The Milagro Beanfield War                      | Dave Grusin                                   |
| 1989 | The Little Mermaid                             | Alan Menken                                   |
| 1989 | Born on the Fourth of July                     | John Williams                                 |
| 1989 | Casualties of War                              | Ennio Morricone                               |
| 1989 | Glory                                          | James Horner                                  |
| 1989 | The Fabulous Baker Boys                        | Dave Grusin                                   |

#### Thập niên 1990
| Năm  | Phim                                               | Đề cử                              |
| ---- | -------------------------------------------------- | ---------------------------------- |
| 1990 | The Sheltering Sky                                 | Richard Horowitz, Ryuichi Sakamoto |
| 1990 | Avalon                                             | Randy Newman                       |
| 1990 | Dances with Wolves                                 | John Barry                         |
| 1990 | Havana                                             | Dave Grusin                        |
| 1990 | The Godfather Part III                             | Carmine Coppola                    |
| 1991 | Beauty and the Beast                               | Alan Menken                        |
| 1991 | At Play in the Fields of the Lord                  | Zbigniew Preisner                  |
| 1991 | Bugsy                                              | Ennio Morricone                    |
| 1991 | Dead Again                                         | Patrick Doyle                      |
| 1991 | For the Boys                                       | Dave Grusin                        |
| 1991 | Robin Hood: Prince of Thieves                      | Michael Kamen                      |
| 1992 | Aladdin                                            | Alan Menken                        |
| 1992 | 1492: Conquest of Paradise                         | Vangelis Papathanassiou            |
| 1992 | Basic Instinct                                     | Jerry Goldsmith                    |
| 1992 | Chaplin                                            | John Barry                         |
| 1992 | The Last of the Mohicans                           | Randy Edelman, Trevor Jones        |
| 1993 | Heaven & Earth                                     | Kitaro                             |
| 1993 | Blue                                               | Zbigniew Preisner                  |
| 1993 | Schindler's List                                   | John Williams                      |
| 1993 | The Piano                                          | Michael Nyman                      |
| 1993 | The Nightmare Before Christmas                     | Danny Elfman                       |
| 1994 | The Lion King                                      | Hans Zimmer                        |
| 1994 | Forrest Gump                                       | Alan Silvestri                     |
| 1994 | Interview with the Vampire: The Vampire Chronicles | Elliot Goldenthal                  |
| 1994 | Legends of the Fall                                | James Horner                       |
| 1994 | Nell                                               | Mark Isham                         |
| 1995 | A Walk in the Clouds                               | Maurice Jarre                      |
| 1995 | Braveheart                                         | James Horner                       |
| 1995 | Don Juan DeMarco                                   | Michael Kamen                      |
| 1995 | Pocahontas                                         | Alan Menken                        |
| 1995 | Sense and Sensibility                              | Patrick Doyle                      |
| 1996 | The English Patient                                | Gabriel Yared                      |
| 1996 | Michael Collins                                    | Elliot Goldenthal                  |
| 1996 | Shine                                              | David Hirschfelder                 |
| 1996 | The Hunchback of Notre Dame                        | Alan Menken                        |
| 1996 | The Mirror Has Two Faces                           | Marvin Hamlisch                    |
| 1997 | Titanic                                            | James Horner                       |
| 1997 | Gattaca                                            | Michael Nyman                      |
| 1997 | Kundun                                             | Philip Glass                       |
| 1997 | L.A. Confidential                                  | Jerry Goldsmith                    |
| 1997 | Seven Years in Tibet                               | John Williams                      |
| 1998 | The Truman Show                                    | Burkhard Dallwitz, Philip Glass    |
| 1998 | A Bug's Life                                       | Randy Newman                       |
| 1998 | Mulan                                              | Jerry Goldsmith                    |
| 1998 | Saving Private Ryan                                | John Williams                      |
| 1998 | The Prince of Egypt                                | Stephen Schwartz, Hans Zimmer      |
| 1999 | The Legend of 1900                                 | Ennio Morricone                    |
| 1999 | American Beauty                                    | Thomas Newman                      |
| 1999 | Angela's Ashes                                     | John Williams                      |
| 1999 | Anna and the King                                  | George Fenton                      |
| 1999 | Eyes Wide Shut                                     | Jocelyn Pook                       |
| 1999 | The End of the Affair                              | Michael Nyman                      |
| 1999 | The Insider                                        | Pieter Bourke, Lisa Gerrard        |
| 1999 | The Straight Story                                 | Angelo Badalamenti                 |
| 1999 | The Talented Mr. Ripley                            | Gabriel Yared                      |

### 2000–nay

#### Thập niên 2000
| Năm  | Phim                                                           | Đề cử                                         |
| ---- | -------------------------------------------------------------- | --------------------------------------------- |
| 2000 | Gladiator                                                      | Lisa Gerrard, Hans Zimmer                     |
| 2000 | All the Pretty Horses                                          | Larry Paxton, Marty Stuart, Kristin Wilkinson |
| 2000 | Chocolat                                                       | Rachel Portman                                |
| 2000 | Crouching Tiger, Hidden Dragon (Wo hu cang long)               | Tan Dun                                       |
| 2000 | Malèna                                                         | Ennio Morricone                               |
| 2000 | Sunshine                                                       | Maurice Jarre                                 |
| 2001 | Moulin Rouge!                                                  | Craig Armstrong                               |
| 2001 | A Beautiful Mind                                               | James Horner                                  |
| 2001 | Artificial Intelligence: A.I.                                  | John Williams                                 |
| 2001 | Ali                                                            | Pieter Bourke, Lisa Gerrard                   |
| 2001 | Mulholland Drive                                               | Angelo Badalamenti                            |
| 2001 | Pearl Harbor                                                   | Hans Zimmer                                   |
| 2001 | The Lord of the Rings: The Fellowship of the Ring              | Howard Shore                                  |
| 2001 | The Shipping News                                              | Christopher Young                             |
| 2002 | Frida                                                          | Elliot Goldenthal                             |
| 2002 | 25th Hour                                                      | Terence Blanchard                             |
| 2002 | Far from Heaven                                                | Elmer Bernstein                               |
| 2002 | Rabbit-Proof Fence                                             | Peter Gabriel                                 |
| 2002 | The Hours                                                      | Philip Glass                                  |
| 2003 | The Lord of the Rings: The Return of the King                  | Howard Shore                                  |
| 2003 | Big Fish                                                       | Danny Elfman                                  |
| 2003 | Cold Mountain                                                  | Gabriel Yared                                 |
| 2003 | Girl With a Pearl Earring                                      | Alexandre Desplat                             |
| 2003 | The Last Samurai                                               | Hans Zimmer                                   |
| 2004 | The Aviator                                                    | Howard Shore                                  |
| 2004 | Finding Neverland                                              | Jan A. P. Kaczmarek                           |
| 2004 | Million Dollar Baby                                            | Clint Eastwood                                |
| 2004 | Sideways                                                       | Rolfe Kent                                    |
| 2004 | Spanglish                                                      | Hans Zimmer                                   |
| 2005 | Memoirs of a Geisha                                            | John Williams                                 |
| 2005 | Brokeback Mountain                                             | Gustavo Santaolalla                           |
| 2005 | King Kong                                                      | James Newton Howard                           |
| 2005 | Syriana                                                        | Alexandre Desplat                             |
| 2005 | The Chronicles of Narnia: The Lion, the Witch and the Wardrobe | Harry Gregson-Williams                        |
| 2006 | The Painted Veil                                               | Alexandre Desplat                             |
| 2006 | Babel                                                          | Gustavo Santaolalla                           |
| 2006 | Nomad                                                          | Carlo Siliotto                                |
| 2006 | The Da Vinci Code                                              | Hans Zimmer                                   |
| 2006 | The Fountain                                                   | Clint Mansell                                 |
| 2007 | Atonement                                                      | Dario Marianelli                              |
| 2007 | Eastern Promises                                               | Howard Shore                                  |
| 2007 | Grace Is Gone                                                  | Clint Eastwood                                |
| 2007 | Into the Wild                                                  | Michael Brook, Kaki King, Eddie Vedder        |
| 2007 | The Kite Runner                                                | Alberto Iglesias                              |
| 2008 | Slumdog Millionaire                                            | A. R. Rahman                                  |
| 2008 | Changeling                                                     | Clint Eastwood                                |
| 2008 | The Curious Case of Benjamin Button                            | Alexandre Desplat                             |
| 2008 | Defiance                                                       | James Newton Howard                           |
| 2008 | Frost/Nixon                                                    | Hans Zimmer                                   |
| 2009 | Up                                                             | Michael Giacchino                             |
| 2009 | The Informant!                                                 | Marvin Hamlisch                               |
| 2009 | Avatar                                                         | James Horner                                  |
| 2009 | A Single Man                                                   | Abel Korzeniowski                             |
| 2009 | Where the Wild Things Are                                      | Karen O, Carter Burwell                       |

#### Thập niên 2010
| Năm  | Phim                               | Đề cử                                              |        |
| ---- | ---------------------------------- | -------------------------------------------------- | ------ |
| 2010 | The Social Network                 | Trent Reznor, Atticus Ross *                       | [ 6 ]  |
| 2010 | 127 giờ                            | A. R. Rahman                                       | [ 6 ]  |
| 2010 | Alice ở xứ sở thần tiên            | Danny Elfman                                       | [ 6 ]  |
| 2010 | Inception                          | Hans Zimmer                                        | [ 6 ]  |
| 2010 | The King's Speech                  | Alexandre Desplat                                  | [ 6 ]  |
| 2011 | Nghệ sĩ                            | Ludovic Bource *                                   | [ 7 ]  |
| 2011 | Cô gái có hình xăm rồng            | Trent Reznor, Atticus Ross                         | [ 7 ]  |
| 2011 | Hugo                               | Howard Shore                                       | [ 7 ]  |
| 2011 | Chiến mã                           | John Williams                                      | [ 7 ]  |
| 2011 | W.E.                               | Abel Korzeniowski                                  | [ 7 ]  |
| 2012 | Cuộc đời của Pi                    | Mychael Danna *                                    | [ 8 ]  |
| 2012 | Anna Karenina                      | Dario Marianelli                                   | [ 8 ]  |
| 2012 | Argo                               | Alexandre Desplat                                  | [ 8 ]  |
| 2012 | Lincoln                            | John Williams                                      | [ 8 ]  |
| 2012 | Mây Atlas                          | Tom Tykwer, Johnny Klimek, Reinhold Heil           | [ 8 ]  |
| 2013 | All Is Lost                        | Alex Ebert *                                       | [ 9 ]  |
| 2013 | 12 năm nô lệ                       | Hans Zimmer                                        | [ 9 ]  |
| 2013 | Kẻ trộm sách                       | John Williams                                      | [ 9 ]  |
| 2013 | Cuộc chiến không trọng lực         | Steven Price                                       | [ 9 ]  |
| 2013 | Mandela: Long Walk to Freedom      | Alex Heffes                                        | [ 9 ]  |
| 2014 | Thuyết yêu thương                  | Jóhann Jóhannsson*                                 | [ 10 ] |
| 2014 | Birdman                            | Antonio Sánchez                                    | [ 10 ] |
| 2014 | Cô gái mất tích                    | Trent Reznor, Atticus Ross                         | [ 10 ] |
| 2014 | The Imitation Game                 | Alexandre Desplat                                  | [ 10 ] |
| 2014 | Hố đen tử thần                     | Hans Zimmer                                        | [ 10 ] |
| 2015 | The Hateful Eight                  | Ennio Morricone *                                  | [ 11 ] |
| 2015 | Carol                              | Carter Burwell                                     | [ 11 ] |
| 2015 | Cô gái Đan Mạch                    | Alexandre Desplat                                  | [ 11 ] |
| 2015 | Người về từ cõi chết               | Ryuichi Sakamoto, Alva Noto                        | [ 11 ] |
| 2015 | Steve Jobs                         | Daniel Pemberton                                   | [ 11 ] |
| 2016 | Những kẻ khờ mộng mơ               | Justin Hurwitz *                                   | [ 12 ] |
| 2016 | Cuộc đổ bộ bí ẩn                   | Jóhann Jóhannsson                                  | [ 12 ] |
| 2016 | Hidden Figures                     | Hans Zimmer, Pharrell Williams, Benjamin Wallfisch | [ 12 ] |
| 2016 | Lion                               | Dustin O'Halloran, Hauschka                        | [ 12 ] |
| 2016 | Moonlight                          | Nicholas Britell                                   | [ 12 ] |
| 2017 | Người đẹp và thủy quái             | Alexandre Desplat *                                | [ 13 ] |
| 2017 | Cuộc di tản Dunkirk                | Hans Zimmer                                        | [ 13 ] |
| 2017 | Bóng ma sợi chỉ                    | Jonny Greenwood                                    | [ 13 ] |
| 2017 | The Post                           | John Williams                                      | [ 13 ] |
| 2017 | Three Billboards: Truy tìm công lý | Carter Burwell                                     | [ 13 ] |
| 2018 | Bước chân đầu tiên                 | Justin Hurwitz *                                   | [ 14 ] |
| 2018 | Black Panther                      | Ludwig Göransson                                   | [ 14 ] |
| 2018 | Đảo của những chú chó              | Alexandre Desplat                                  | [ 14 ] |
| 2018 | Mary Poppins trở lại               | Marc Shaiman                                       | [ 14 ] |
| 2018 | Vùng đất câm lặng                  | Marco Beltrami                                     | [ 14 ] |
| 2019 | Joker                              | Hildur Guðnadóttir *                               | [ 15 ] |
| 2019 | 1917                               | Thomas Newman                                      | [ 15 ] |
| 2019 | Những người phụ nữ bé nhỏ          | Alexandre Desplat                                  | [ 15 ] |
| 2019 | Câu chuyện hôn nhân                | Randy Newman                                       | [ 15 ] |
| 2019 | Motherless Brooklyn                | Daniel Pemberton                                   | [ 15 ] |